# Тихонов, Фёдор Иванович
Фёдор Иванович Тихонов (1835—1906) — российский общественный деятель, градоначальник Петрозаводска, купец.

## Биография
Родился в зажиточной крестьянской семье в пригороде Петрозаводска — Сулажгоре.
Вёл общее семейное дело совместно с братьями, к 1890 году Тихоновым принадлежала самая большая в Петрозаводске розничная торговая сеть по продаже продовольственных и промышленных товаров. Владел оптовым винным складом и складом продажи леса.
Известен как крупный благотворитель. Являлся членом Попечительства императрицы Марии о слепых, попечителем школ Олонецкой губернии, почётным блюстителем по хозяйственной части Олонецкой духовной семинарии, почётным старшиной городского Николаевского детского приюта.
С 1871 года неоднократно избирался гласным Петрозаводской городской думы.
Решением министра внутренних дел И. Л. Горемыкина от 17 декабря 1895 года Ф. И. Тихонов был назначен городским головой Петрозаводска от правительства Российской империи на основании ст. 19 Городового положения 1892 года. Проработал на посту городского головы до 5 августа 1897 года.
Возглавлял официальную делегацию Петрозаводска на церемонии коронования императора Николая II 14 мая 1896 года.
За общественную и благотворительную деятельность был награждён четырьмя золотыми и двумя серебряными медалями «За усердие».
Коммерческие дела Ф. И. Тихонова в последние годы жизни складывались крайне неудачно. В 1906 году он был объявлен несостоятельным должником и заключён под стражу в долговое отделение за неуплату предъявленных к сроку векселей. Разорение ускорило кончину Ф. И. Тихонова.

## Семья
Мать Ф. И. Тихонова — Анна Филипповна примечательна своим долголетием, она скончалась в возрасте 104-х лет в 1902 году.
Жена — Мария Николаевна, урождённая Летягина (1847—1910). Единственный сын Летягиных — Николай умер во младенчестве.